# هیروفومی زیما
هیروفومی زیما (ژاپنی: 財満 博文؛ زادهٔ ۲ آوریل ۱۹۶۴) یک بازیکن فوتبال اهل ژاپن است.
از باشگاه‌هایی که در آن بازی کرده‌است می‌توان به باشگاه فوتبال سانفریس هیروشیما اشاره کرد.